# Ingenting är större än vi
Ingenting är större än vi, skriven av Thomas G:son, var det svenska dansbandet Arvingarnas bidrag till den svenska Melodifestivalen 2002, där det slogs ut i semifinalen i Sundsvall. Den testades på Svensktoppen den 2 mars 2002 men lyckades inte ta sig in på listan .